# Team Velo Reality
Team Velo Reality was een wielerploeg met een Oezbeekse licentie heeft. De ploeg bestond enkel in 2013. Velo Reality kwam uit in de continentale circuits van de UCI. Evgeniy Khalilov was de manager van de ploeg.

## Seizoen 2013

### Overwinningen in de UCI Asia Tour
| Datum   | Wedstrijd                        | Cat. | Winnaar        |
| ------- | -------------------------------- | ---- | -------------- |
| 23 juni | Oezbeeks kampioenschap, Beloften | CN   | Ruslan Fedorov |

### Renners
| Naam                             | Geboortedatum     | Nationaliteit | Ploeg 2012              |
| -------------------------------- | ----------------- | ------------- | ----------------------- |
| Nikita Abramov                   | 2 juni 1989       | Oezbekistan   | Neo                     |
| Yusup Abrekov (tot 10 juni)      | 18 september 1985 | Oezbekistan   | China 361° Cycling Team |
| Abdullojon Akparov (tot 17 juli) | 28 december 1990  | Oezbekistan   | Uzbekistan Suren Team   |
| Roman Dronin                     | 12 mei 1992       | Oezbekistan   | Neo                     |
| Ruslan Fedorov                   | 9 november 1993   | Oezbekistan   | Uzbekistan Suren Team   |
| Ruslan Karimov                   | 22 mei 1986       | Oezbekistan   | Team Idea               |
| Vadim Shaekhov                   | 25 mei 1986       | Oezbekistan   | China 361° Cycling Team |
| Denis Shaymanov                  | 2 juni 1992       | Oezbekistan   | Neo                     |
| Azamat Turaev                    | 8 januari 1989    | Oezbekistan   | Uzbekistan Suren Team   |
| Vladimir Tuychiev                | 23 maart 1983     | Oezbekistan   | Uzbekistan Suren Team   |
| Konstantin Volik                 | 18 mei 1984       | Oezbekistan   | China 361° Cycling Team |